# Chrysididae
Оси-блискітки (Chrysididae) — родина паразитичних стебельчаточеревцевих перетинчастокрилих (Hymenoptera: Apocrita). В англомовній літературі їх часто називають осами-зозулями (cuckoo wasps) чи золотими осами (gold wasps). Світова фауна налічує близько 2500 видів ос-блискіток з 83 родів    . Найбільше видове різноманіття цих ос зареєстровано в Палеарктиці, а в межах останньої — в Середземномор'ї   . За сучасними даними фауна Європи налічує 483 види ос-блискіток, проте очікується, що ще близько 50 видів буде описано в найближчому майбутньому .

## Морфологія імаго

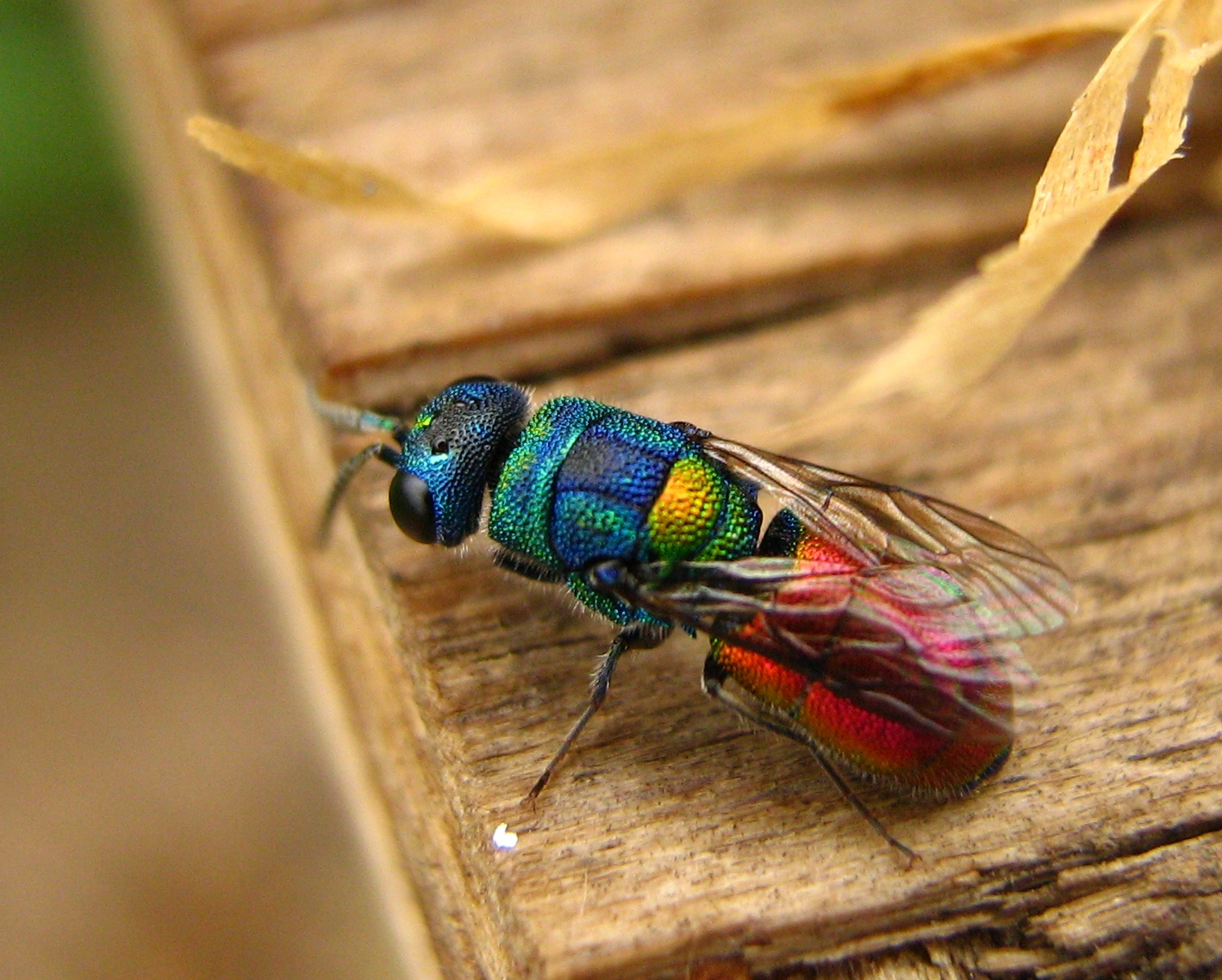
Оса-блискітка Chrysis scutellaris

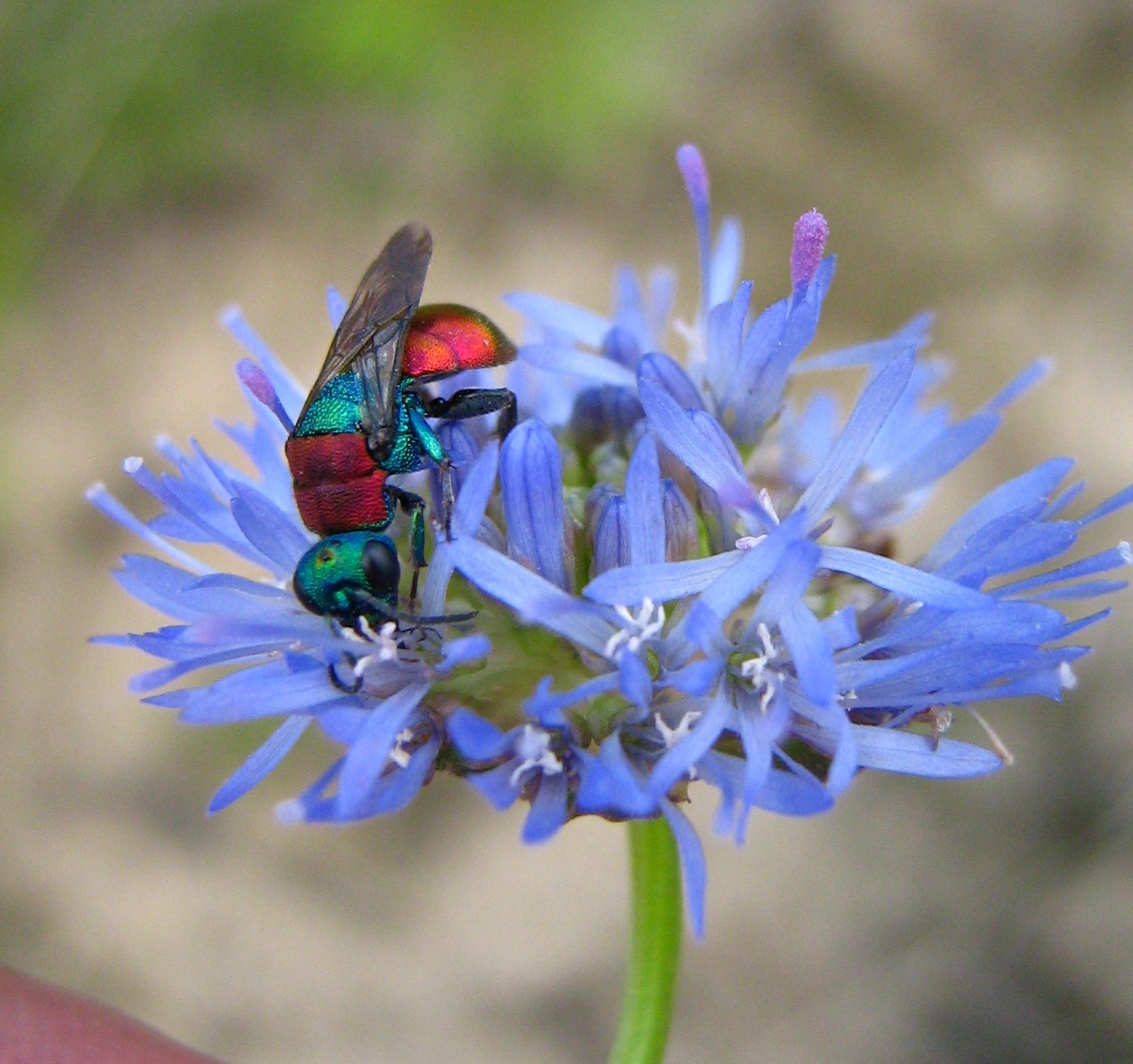
Оса-блискітка Hedychrum nobile, що живиться на квітах Jasione sp.

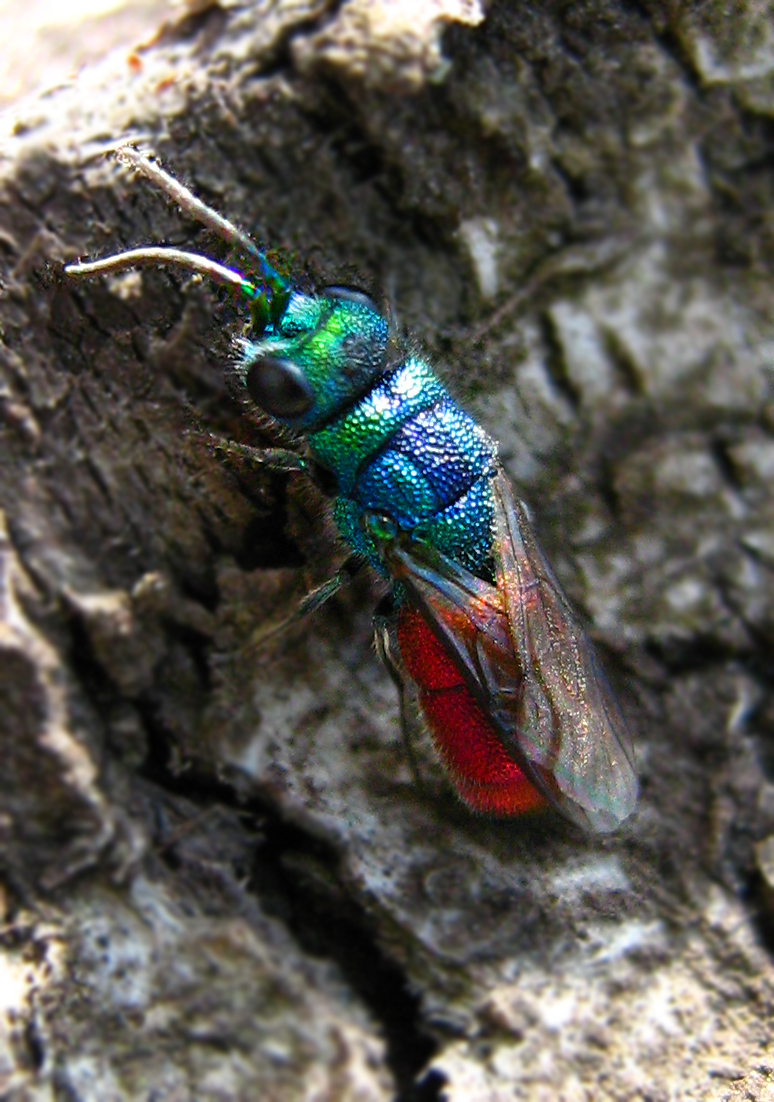
Оса-блискітка Chrysis graelsii на деревині

Довжина тіла коливається від 2 до 27 мм. Покрови сильно склеротизовані, з різноманітною мікро- та макроскульптурою. Забарвлення тіла більшості представників родини структурне (металеве, переливчасте), часто строкате. Вусики налічують 13 члеників у самців та самиць. Метасома складається з 2-5 видимих сегментів: у представників підродин Amiseginae, Loboscelidiinae та Cleptinae самці мають п'ять видимих сегментів, самки — чотири; в межах підродини Chrysidinae: у хрізідід триби Parnopini метасома самців складається з чотирьох сегментів, самок — з трьох, у обох статей Allocoeliini метасома налічує два видимих тергіта і три стерніта, у інших представників підродини метасома складається з трьох сегментів у самців і самок . Приховані сегменти метасоми ос-блискіток сильно подовжені, телескопічно втягуються в попередні сегменти як у самок, так і у самців. Характерною рисою хрізідід підродини Chrysidinae є здатність щільно згортатися завдяки увігнутим стернітам метасоми. Жало і отруйні залози не розвинені.

## Класифікація
Родина CHRYSIDIDAE
1. Підродина Amiseginae
2. Підродина Loboscelidiinae
3. Підродина Cleptinae
4. Підродина Chrysidinae:

Триба Elampini

Рід Hedychrum Latreille, 1802

- Hedychrum nobile (Scopoli, 1763)

Триба Allocoeliini

Триба Chrysidini

Рід Chrysis Linnaeus, 1761
- Chrysis fulgida Linnaeus, 1761
- Chrysis comparata Lepeletier, 1806
- Chrysis zetterstedti Dahlbom, 1845
- Chrysis pulchella Spinola, 1808

Рід Stilbum Spinola, 1806
- Stilbum cyanurum (Forster, 1771)

Триба Parnopini

Рід Parnopes Latreille, 1796
- Parnopes grandior (Pallas, 1771)

## Коло хазяїв
В коло хазяїв ос-блискіток світової фауни входять комахи трьох рядів — Hymenoptera, Phasmatodea та Lepidoptera.
Представники двох підродин — Amiseginae та Loboscelidiinae — розвиваються всередині яєць справжніх паличників (Phasmatidae) та псевдопаличників (Pseudophasmatidae); оси-блискітки підродини Cleptinae паразитують в коконах пильщиків (Hymenoptera: Diprionidae, Tenthredinidae); а представники найбільш різноманітної підродини Chrysidinae розвиваються в гніздах поодиноких бджіл і ос (Hymenoptera: Eumenidae, Crabronidae, Sphecidae, Megachilidae, Halictidae, Masaridae), а також в коконах метеликів (Lepidoptera: Limacodidae)    . В гніздах поодиноких бджіл та ос личинки ос-блискіток живляться або личинками чи лялечками хазяїв, або їх провізією — гусеницями метеликів, личинками жуків, німфами клопів та тарганів, дорослими особинами попелиць, трипсів та павуками.

## Стратегії розвитку личинок
Личинки ос-блискіток підродин Amiseginae та Loboscelidiinae розвиваються як ендопаразити в яйцях паличників, а личинки Cleptinae и Chrysidinae є ектопаразитами  .
Для личинок ос-блискіток описано 4 стратегії розвитку.
Інквіліни живляться в основному провізією, яку запасає хазяїн у своїх гніздах. Ця провізія завжди має тваринну природу (представлена попелицями, павуками, тарганами, клопами та ін.). Личинки першого віку ос-блискіток вилуплюються, як правило, швидше за личинок хазяїв та одразу починають живитися. В деяких випадках личинки навмисно шукають та вбивають яйця та молодих личинок хазяїв, а в деяких — личинки ос-блискіток настільки швидко поїдають запас провізії, що хазяїн помирає від голоду   .
За способом відкладки яєць інквілінів можна поділити на дві групи. Представники першої відкладають яйця безпосередньо в комірки гнізд хазяїв на останніх етапах їх провіантування.
Оси-блискітки другої групи відкладають яйця всередину тіла вільноживучої провізії своїх хазяїв. Такий спосіб достовірно описаний для трьох видів з триби Elampini — Omalus biaccinctus (Buysson, 1893), Holopyga generosa (Förster, 1853) та Pseudolopyga taylori (Bodenstein, 1939)   .
Для метапаразитів характеризується «затримкою в розвитку» в личинок паразитів (Малишев, 1966): не дивлячись на те, що яйця відкладаються в комірку під час її провіантування (майже одночасно з яйцем хазяїна), личинки метапаразитів починають живитися хазяїном лише після того, як він сягає максимальних розмірів після поглинання всього запасу провізії та завершив плетіння коконів. Ця стратегія розвитку характерна для тих ос-блискіток, що паразитують на бджолах (де провізія має рослинну природу) .
Ортопаразити відкладають яйця на хазяїна тієї стадії розвитку, якою буде живитися їхня личинка (Малышев, 1966). У випадку ос-блискіток підродин Amiseginae та Loboscelidiinae — це стадія яйця у паличників, у випадку видів родів Stibum и Cleptes, а також деяких Chrysis sp. (групи viridula) та Praestochrysis sp. — личинки останнього віку чи лялечки ос, бджіл, пильщиків чи метеликів, що знаходяться всередині коконів  .
Рептопаразити живляться численними особинами хазяїв у їх багатокоміркових гніздах. В пошуках їжі личинки рептопаразитів здатні руйнувати тонкі міжкоміркові перетинки в гніздах хазяїна, проникати в сусідні комірки та живитися яйцями та личинками або лялечками хазяїна. Одна личинка таких паразитів може з'їдати до 14 особин хазяїна. Серед ос-блискіток рептопаразитизм показаний для преставника триби Elampini — Chrysellampus sculpticollis (Abeille, 1878) .